# 化石人類
化石人類（かせきじんるい、英語: fossil hominidまたはfossil man）は、現在ではすでに化石化してその人骨が発見される過去の人類。人類の進化を考察していくうえで重要な化石資料となる。資料そのものは化石人骨（かせきじんこつ）とも称する。また、主に第四紀更新世（洪積世）の地層で発見されるので更新世人類ないし洪積世人類とも称する。

## 概要
化石人類（化石人骨）は、人類学とくに古人類学（化石人類学）においてきわめて重要な資料である。その形質的な研究によって、人類の進化過程が徐々に明らかにされつつある。化石人類は大きく、
1. 猿人
2. 原人
3. 旧人（古代型ホモ・サピエンス）
4. 新人（現代型ホモ・サピエンス）

に大別されるが、逆に言えばこの四つの人類をまとめて化石人類と呼ばれることもある。化石人類は、本来は化石として現れた人類のことで歴史時代の現生人類とは区別した呼称であるが、このうち新人は現世人類との形質上の差はない。

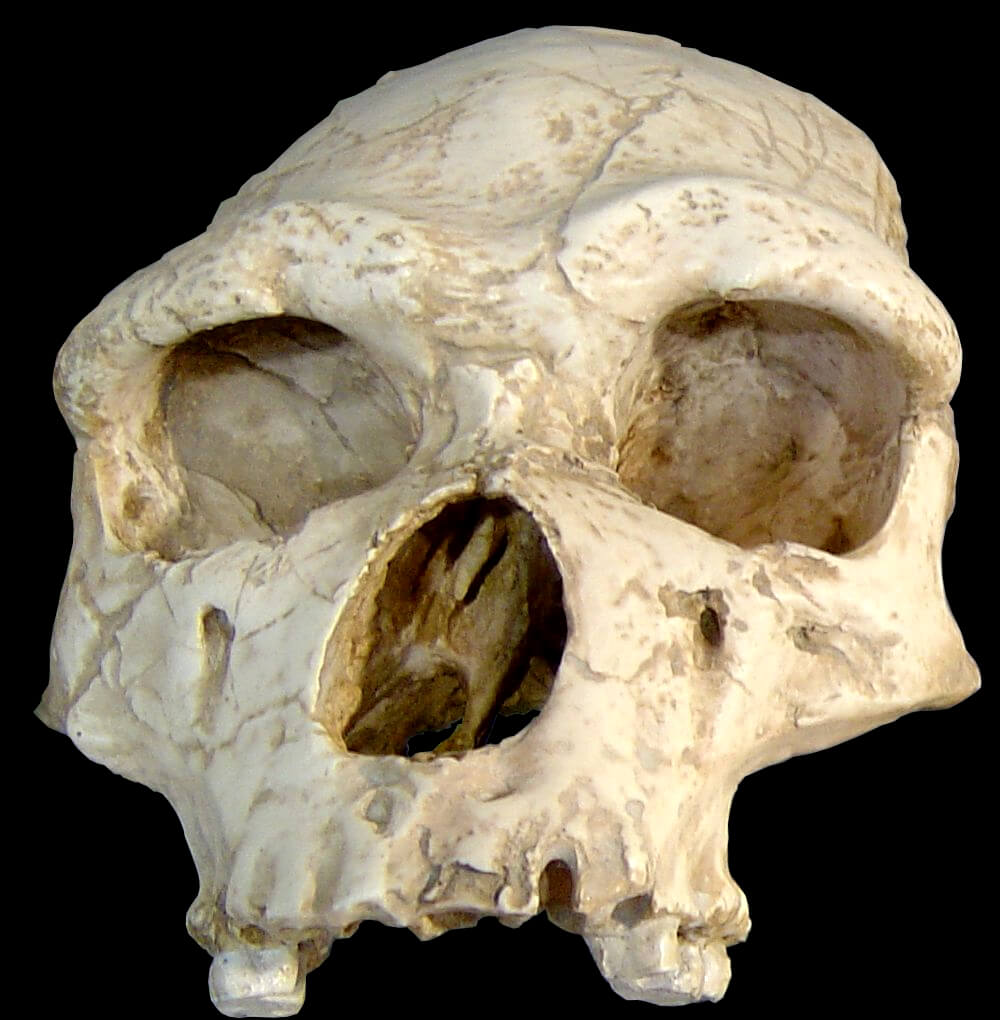
ホモ・エレクトゥス

人類の進化を研究していく場合には、猿人に先行する霊長類も含め、上に掲げた4種とあわせ5段階で考察する。人類の基本条件としては「直立二足歩行」があげられる。また、犬歯の縮小もこれにともなう。直立二足歩行は腰や足の骨で判断していくが、それは同時に重い頭骨を支えることを可能にするので、頭蓋容量も各段階で大きく変化し、これは脳の体積、さらには人類の進化程度を示唆している。なお、2つの段階の中間形態を示す化石も存在している。
猿人段階のアウストラロピテクス類、原人段階のホモ・エレクトゥス類、旧人段階のネアンデルタール人などを中心に世界的には多数の発見例があるが、日本においては土壌・気象・気候・地形などいずれをとっても人骨ののこりにくい条件がそろっているため、出土例が少ない。なお、約3万年前の更新世人類であるクロマニョン人は新人に属する。
近年、「最古の人類」として注目をあびているのが、アフリカ大陸中部で600万年前から700万年前にかけての地層より出土したサヘラントロプス・チャデンシス （Sahelanthropus tchadensis）である。ただし、頭骨のみの出土なので「直立二足歩行」が可能であったかについての確証はいまだ得られていない。

## 資料としての化石人骨

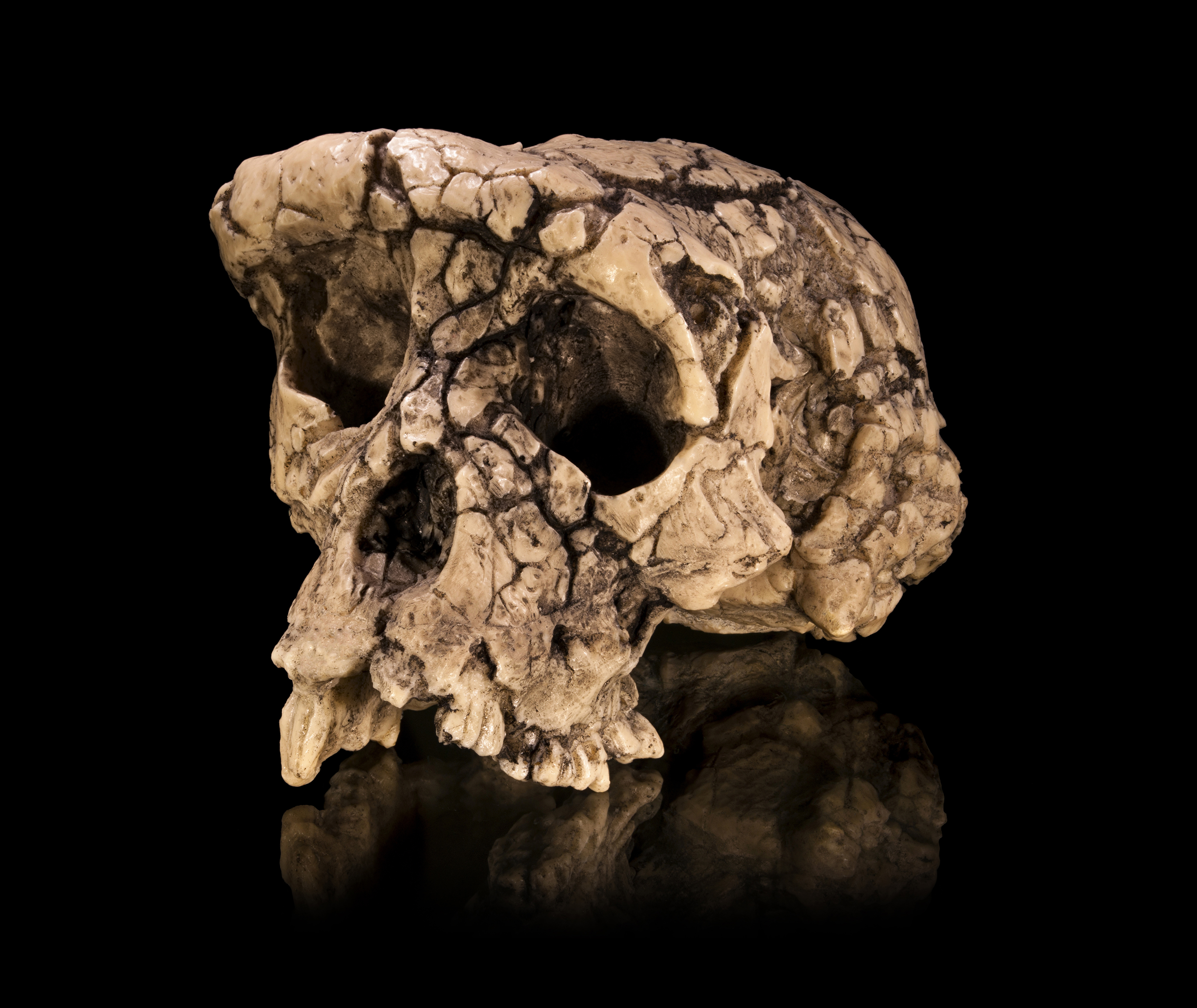
サヘラントロプス・チャデンシスの頭骨

古人類学が対象とする標本資料は人類の歯や骨であり、その多くは破片として発見され、全身骨格が得られることはきわめてまれである。化石の生成、およびそれが何万年にもわたって保存される条件やプロセスはきわめて複雑なため、標本の検出状況には大きな偏りがある。化石資料から得られる重要な知見としては、脳頭蓋さらには脳の大きさと形態、あごなど咀嚼器官の発達状況、歯牙の細部、人体全身の大きさや外観・姿勢、身体各部の大まかな比率、筋肉の発達状況、性別、年齢などが挙げられる。人骨の出土状況によっては、道具の使用や葬送など、生活状態の一側面が確認できる場合があり、この場合は考古資料としてもきわめて重要な意味を持っている。
今後は人骨に残存するDNAの分析などを通じて、より詳細な進化の系統が明らかにされる可能性を含んでいる。
以上のように標本そのものの分析や検討、およびそれに共伴して発見される自然遺物・文化遺物のデータの記録・保存、それを活用しての研究、さらに古環境や年代などを総合して考察することにより、遠い過去の人類の実態を復元し、進化の道すじを解明する基礎としていくのである。

## 化石人類の系譜

霊長類からヒトへの進化

化石人骨が、前掲したように猿人、原人、旧人、新人に大別できるとしても、猿人→原人→旧人→新人という単線的進化を遂げたものではなく、人類の進化はそのような単純な道すじをたどったものではない。進化の道すじは、資料が今よりも少なかった時代から、いく度も仮説が立てられ、検証を繰り返してはその都度修正されて、何度も書きかえを余儀なくされてきたものである。
現在、人類進化の仮説では、ロブストゥス猿人の系譜の扱いに相違をもつ2種の仮説が有力である。J.T.ロビンソンは、ロブストゥス型の猿人は植物性の食物をとり、アフリカヌス型と並行して生活していたと考える。それに対し、アフリカヌス型からロブストゥス型への進化の道すじを考え、ロブストゥス型とホモ・ハビリスとの並行関係を主張する説もある。両説とも、アファール猿人（アウストラロピテクス・アファレンシス）→アフリカヌス型→ホモ属への樹系には変わりがない。

## 日本出土の化石人骨
日本列島からは、山下洞人（沖縄県那覇市）、浜北人（静岡県浜松市）、港川人（沖縄県島尻郡八重瀬町港川）、ピンザアブ洞人（沖縄県宮古島）などの更新世人類が出土している。
山下洞人は今から約3万2,000年前で、いまのところ日本最古の化石人骨である。港川人は、骨の遺存しやすい石灰岩の割れ目からほぼ9体分が出土した良好な資料で、中国南部の柳江人に相似する。約1万8,000年前の更新世人類と推定される。浜北人は、1960年（昭和35年）から1962年（昭和37年）にかけて見つかったもので、約1万4,000年前のものと考えられる。ピンザアブ洞人は、1979年（昭和54年）から1983年（昭和58年）にかけて発見され、推定年代は約2万6,000年前で、港川人に先行するものと考えられる。
直良信夫によって発見され、「明石原人」として有名な人骨については、長いあいだ明石原人論争がつづいてきたが、検討の結果、遠藤萬里と馬場悠男によって縄文時代以降の人骨ではないかとする見解が示され、原人ではない可能性が示された。同人骨の実物は、失われてしまっており、完新世のものであるという説が有力であるが、なおも更新世人骨とする見解があり、論争は決着していない。しかし、日本における更新世人類の存否を提起した点で重要な意味があった。
2000年（平成12年）秋に表面化した旧石器捏造事件により、旧石器時代の遺跡の再調査がおこなわれ、それにともない、従来、更新世人類とされてきた牛川人（愛知県豊橋市）、三ヶ日人（静岡県浜松市）、葛生人（栃木県佐野市）、聖嶽人（大分県佐伯市）については、放射性炭素年代測定とフッ素含有量の測定にもとづく理化学的な調査がおこなわれた。その結果、いずれも縄文時代以降の化石人骨乃至その他の生物の骨である可能性が高くなった。

## 参考画像

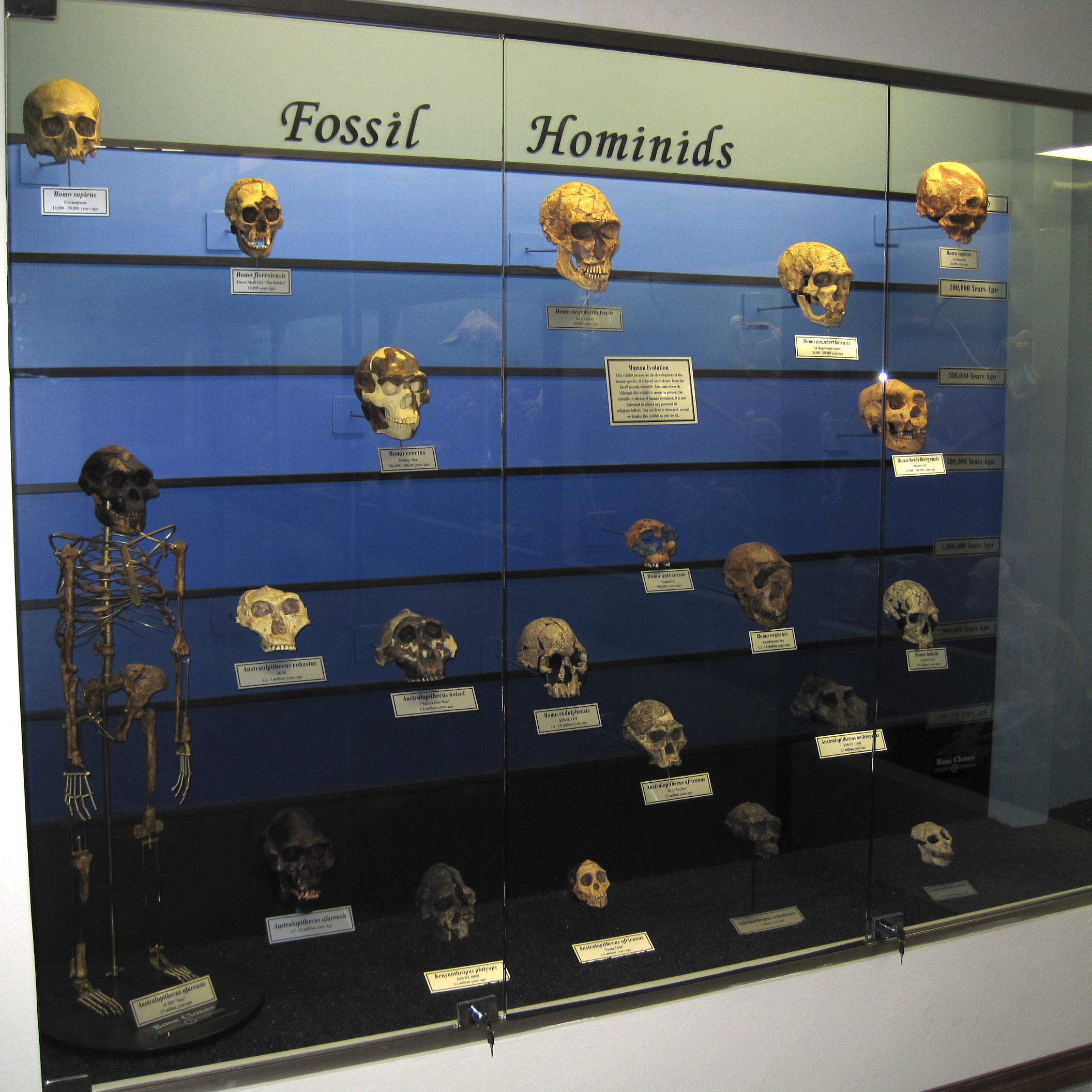
化石人骨標本（The Museum of Osteology、アメリカ合衆国・オクラホマ・シティ）
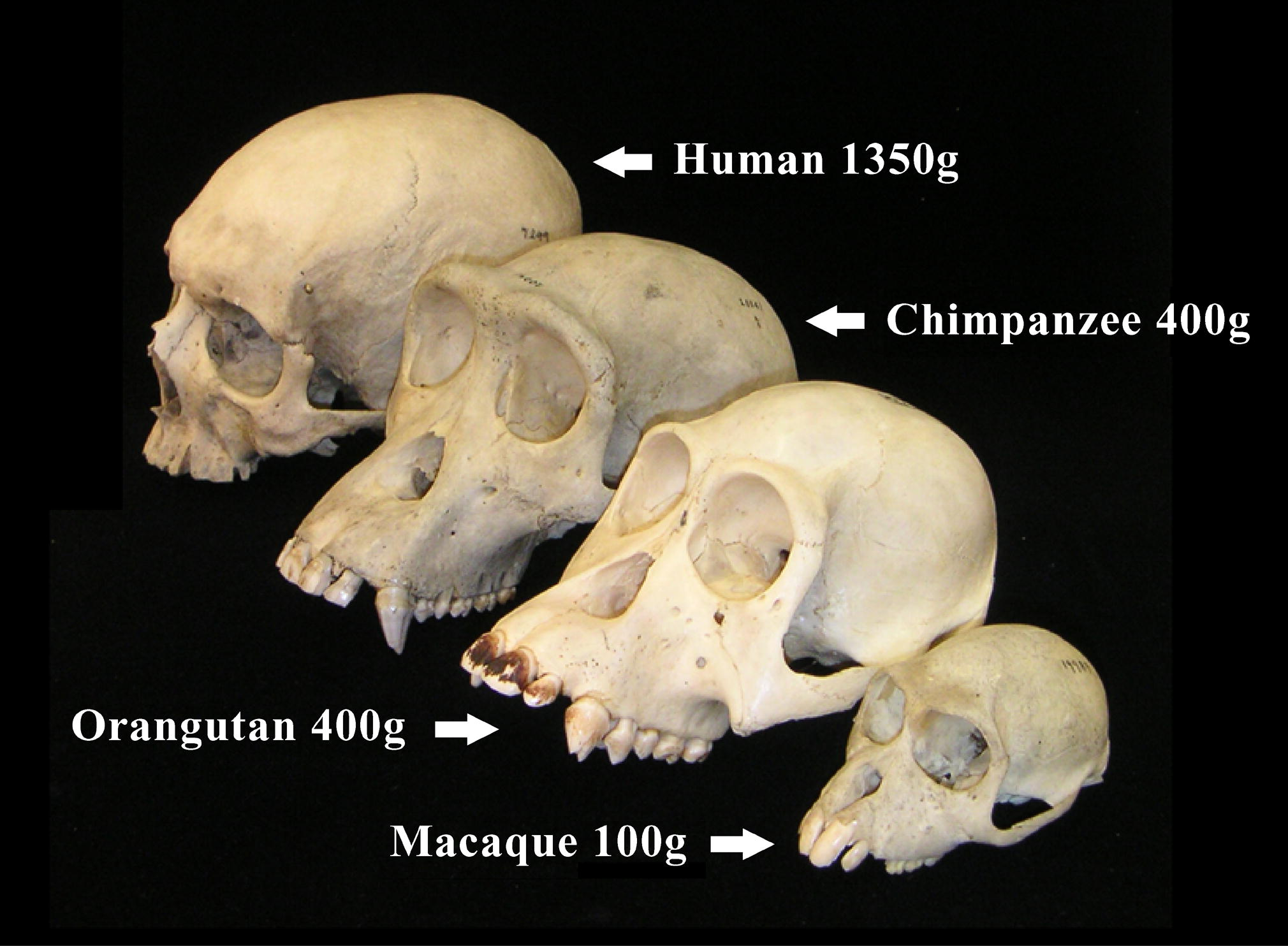
霊長類の頭骨と脳容量
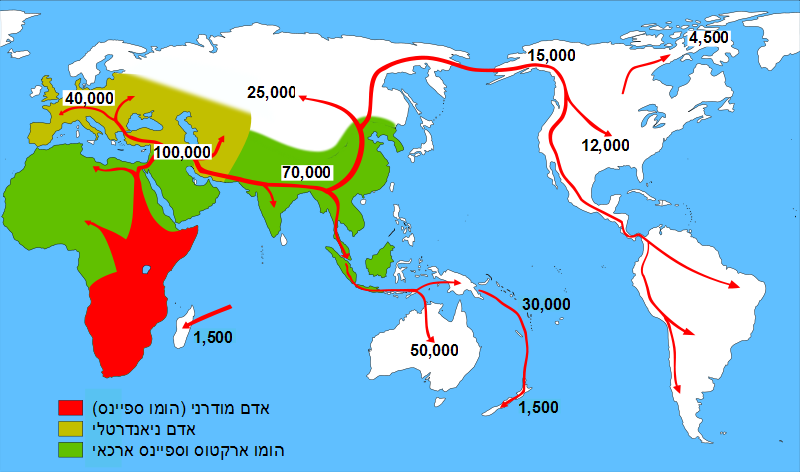
人類の拡散
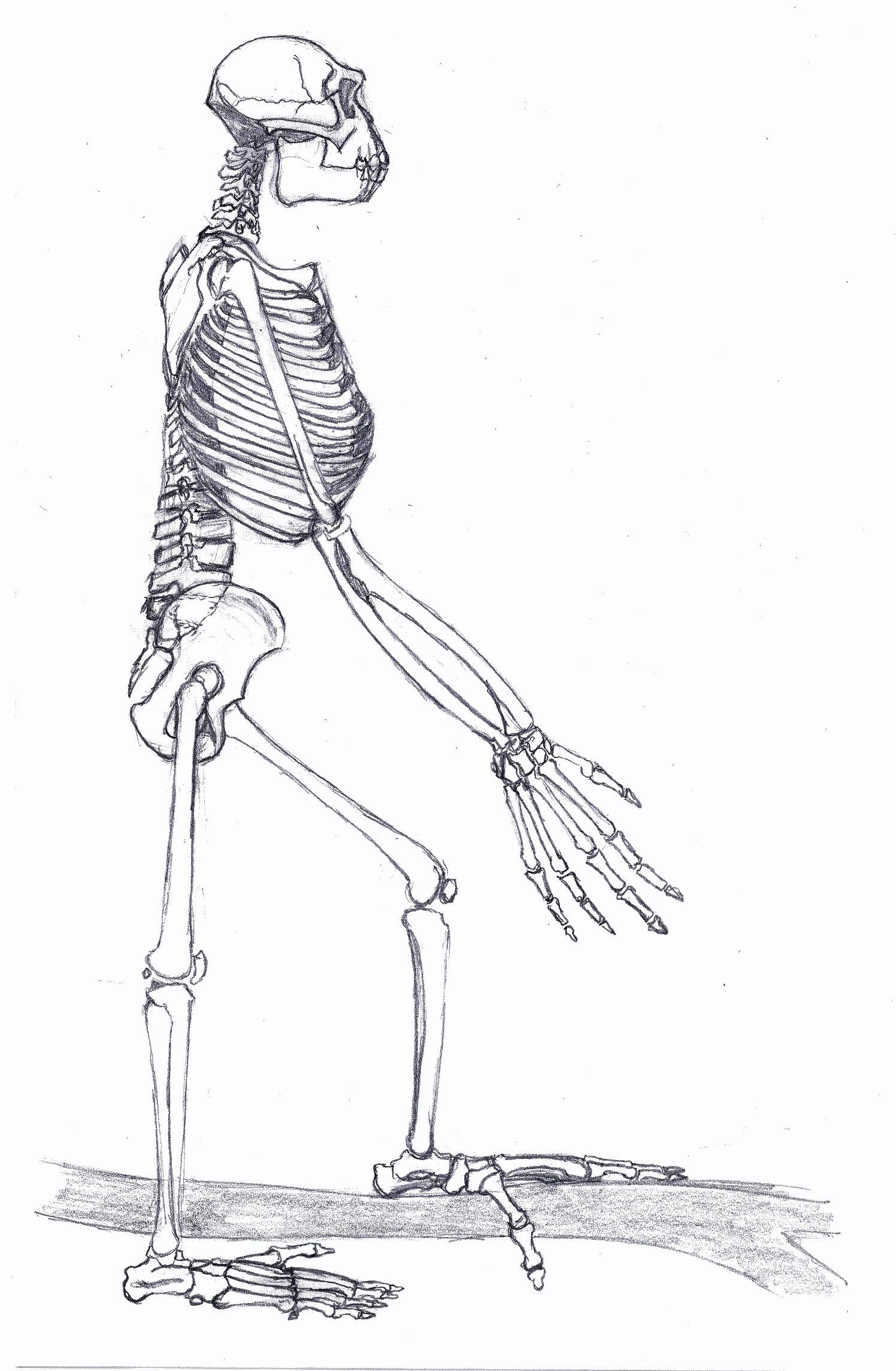
ラミドゥス猿人（アルディピテクス・ラミドゥス）の骨格復元図
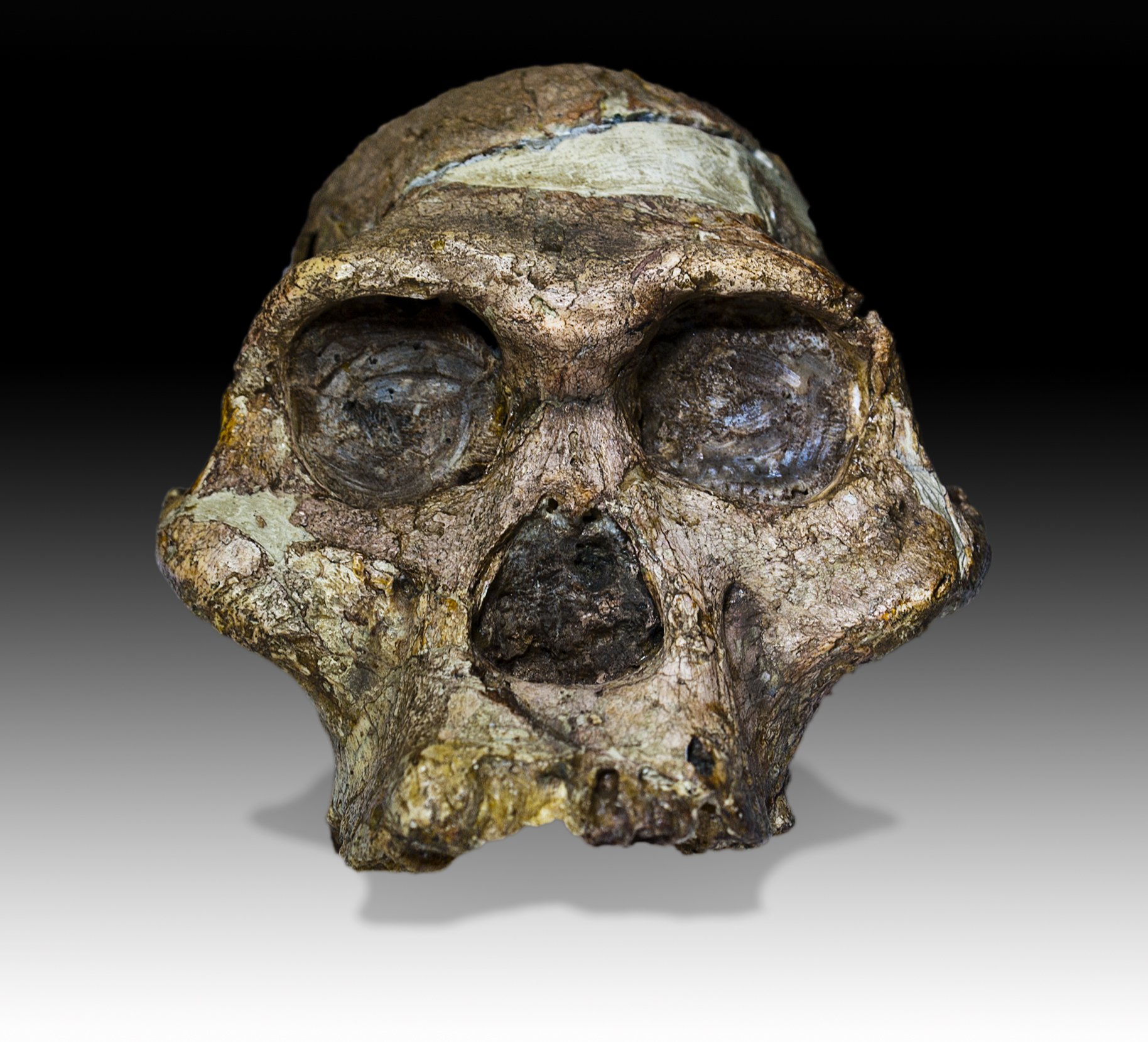
アウストラロピテクス・アフリカヌスの頭骨
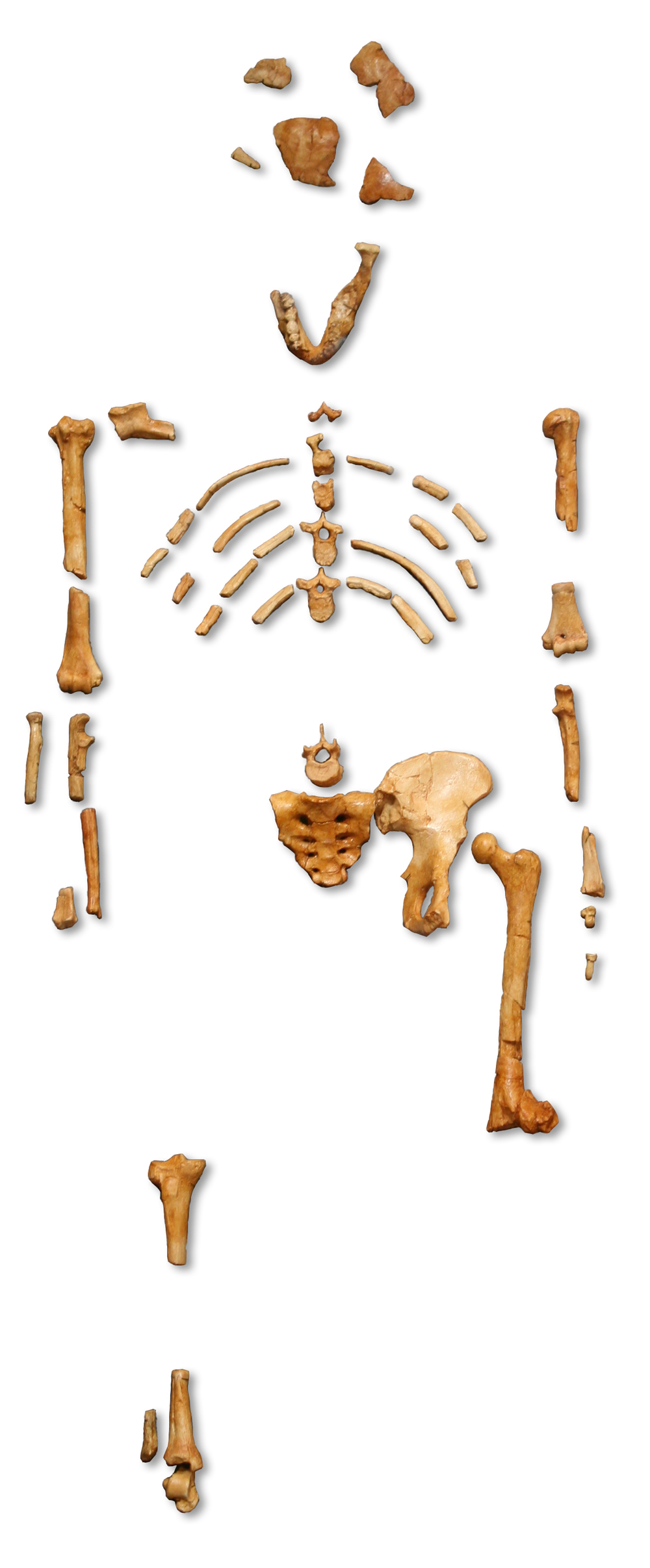
「ルーシー」と名づけられたアウストラロピテクスの人骨
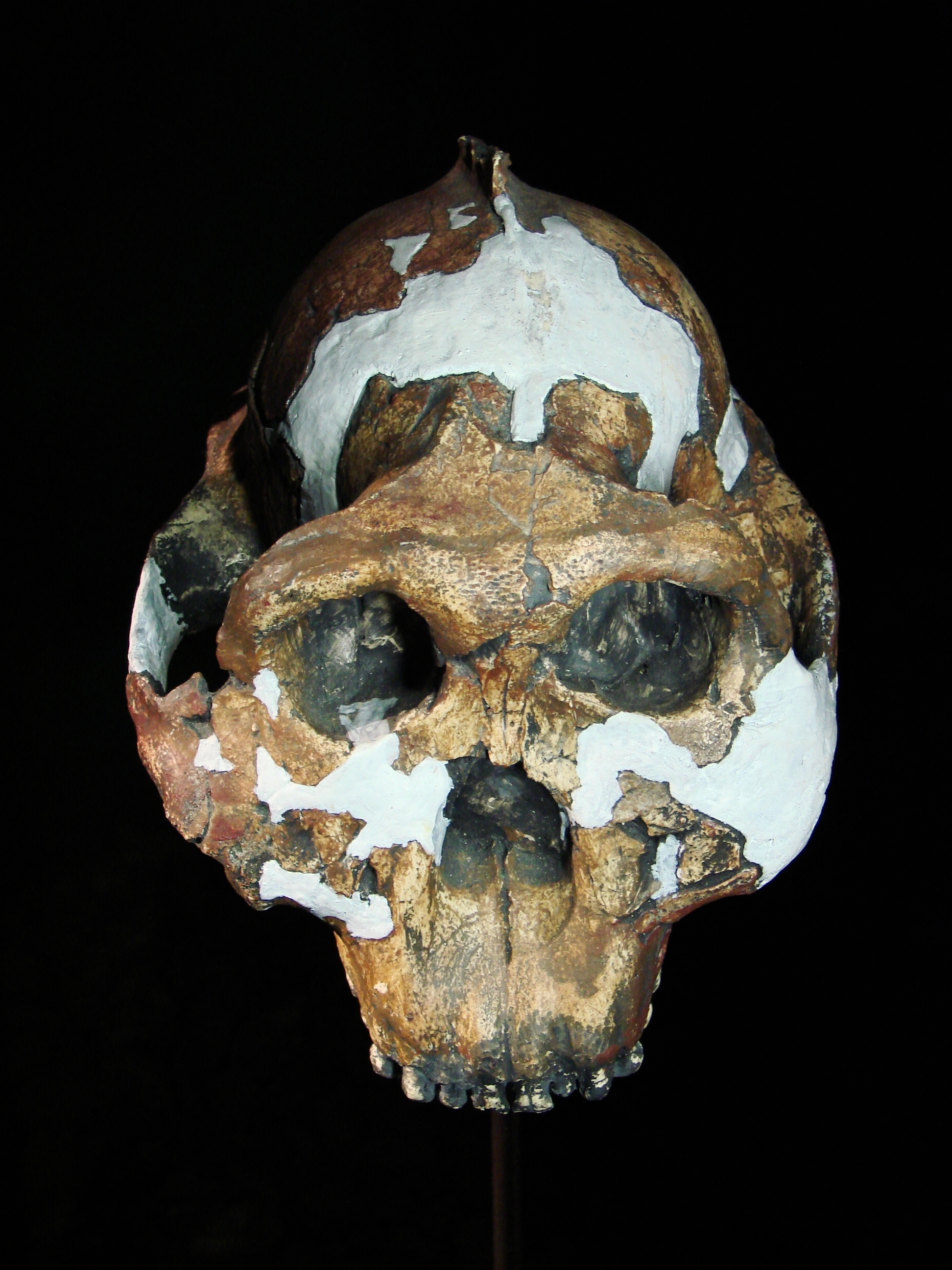
パラントロプス・ボイセイの頭骨
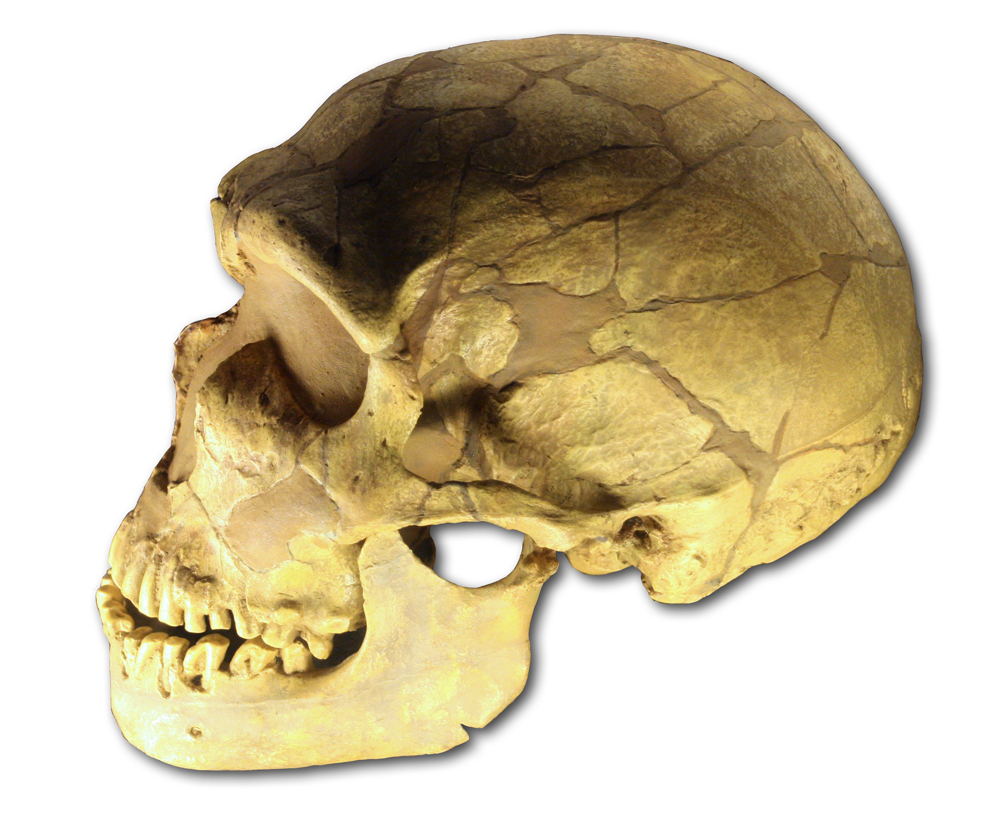
ネアンデルタール人の頭骨
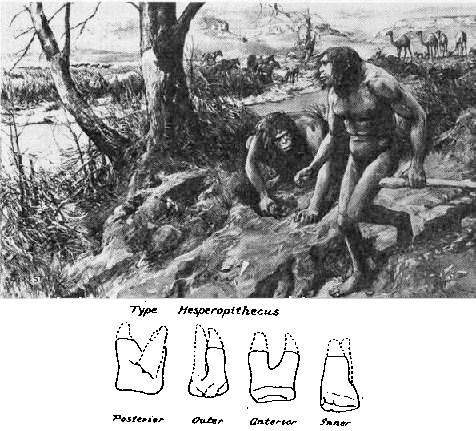
ネブラスカ人生活復元図（「図解ロンドンニュース」より）
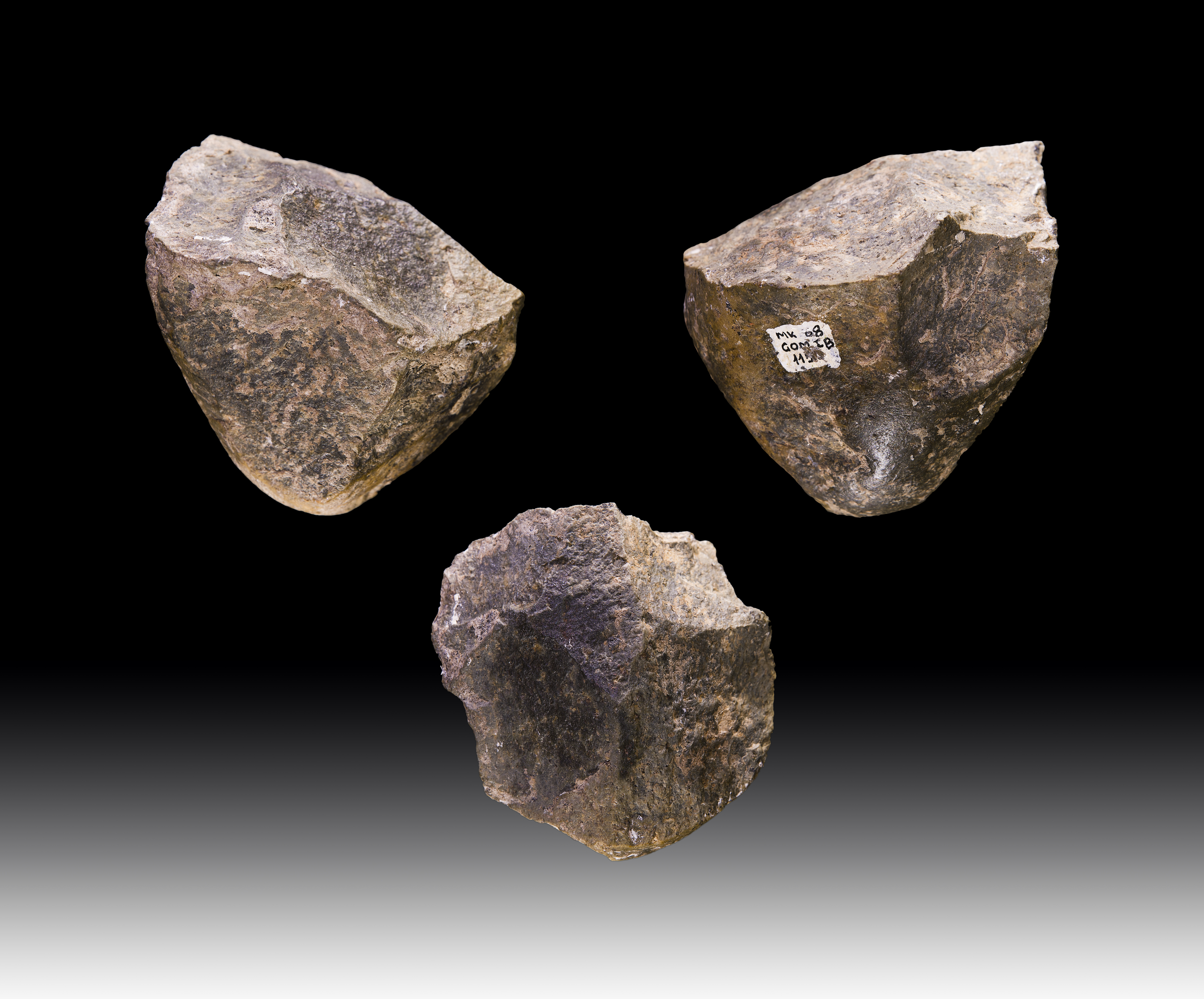
オルドヴァイ（タンザニア）で見つかった礫石器（170万年前）
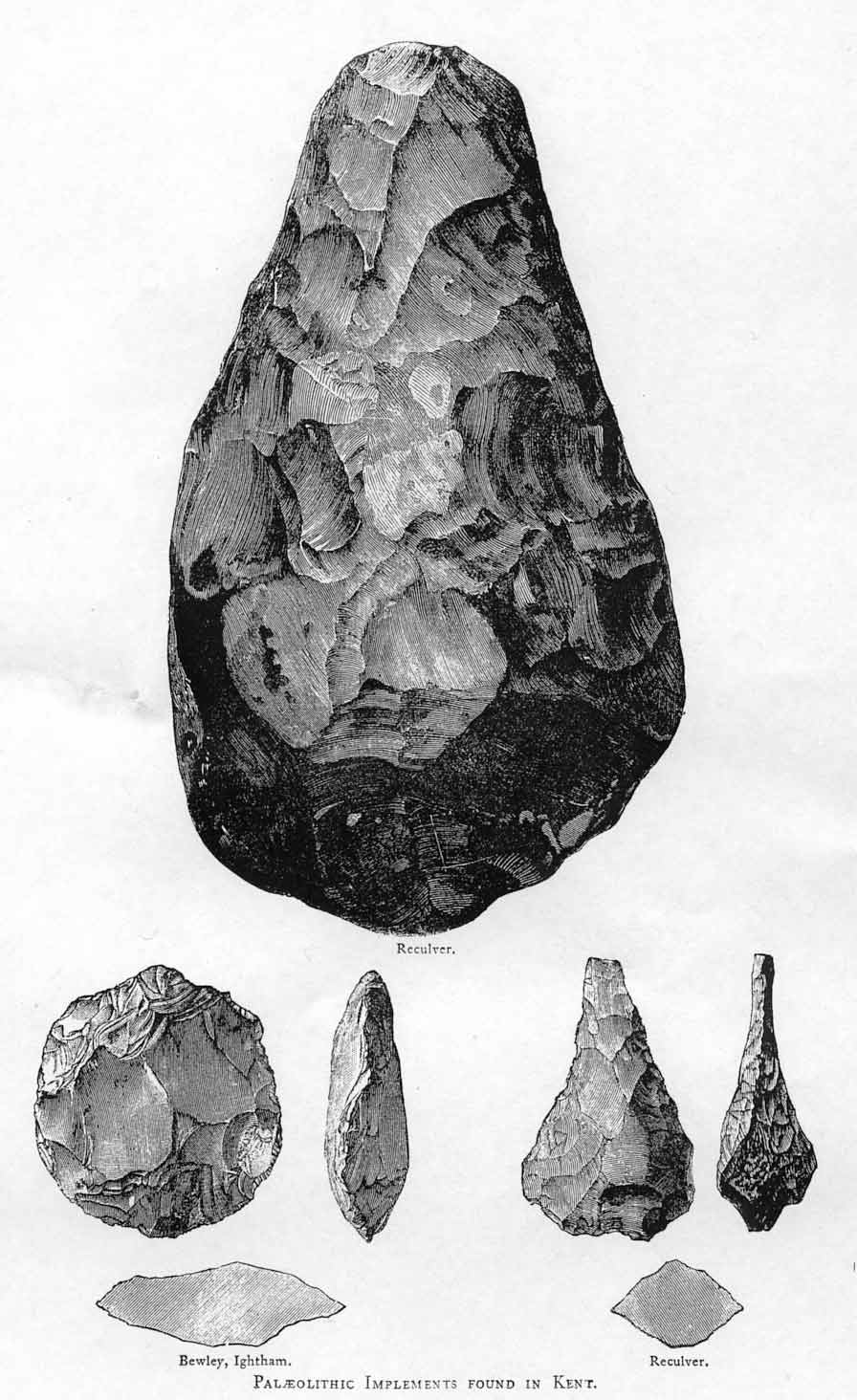
イギリスのケントで見つかった旧石器時代のハンドアックス（握槌）
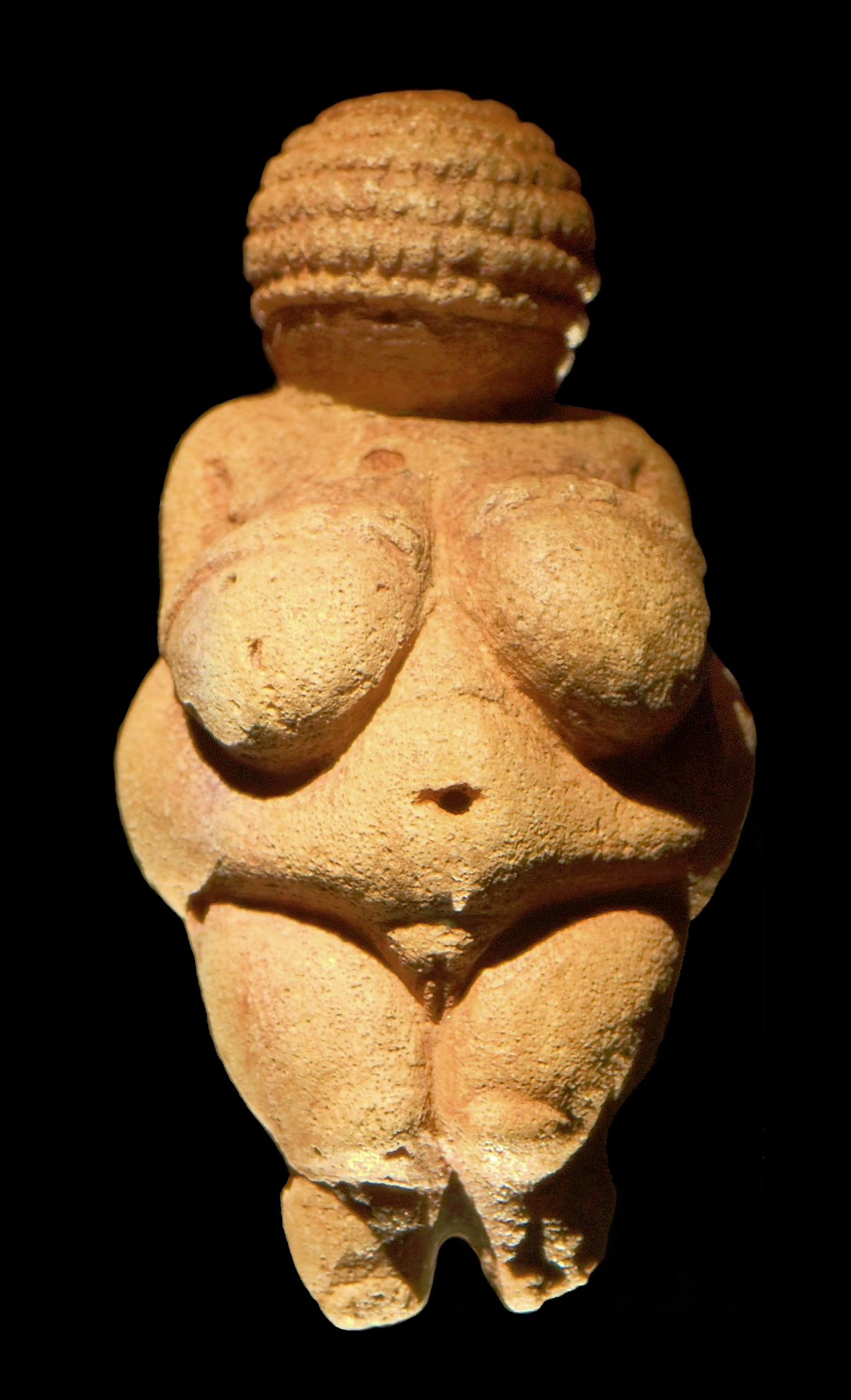
ヴィレンドルフのヴィーナス（2万4,000年 - 2万2,000年前
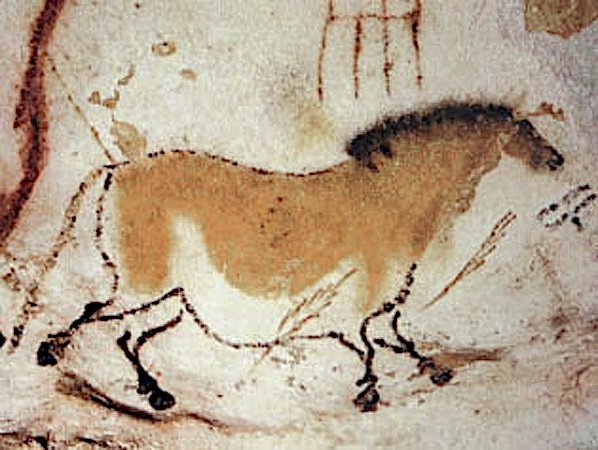
クロマニョン人によって描かれたラスコー洞窟の壁画（1万5,000年前）
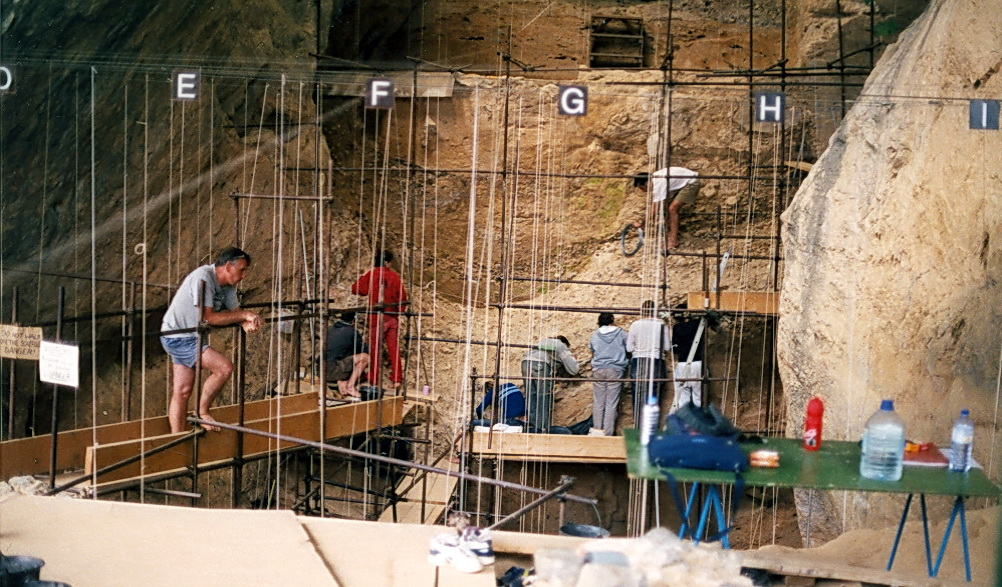
アラゴ渓谷（フランス）での化石人骨発掘調査風景